# Dactylispa pachycera
Dactylispa pachycera là một loài bọ cánh cứng trong họ Chrysomelidae. Loài này được Gerstäcker miêu tả khoa học năm 1871.